# ヘプシュテット
ヘプシュテット (ドイツ語: Hepstedt) は、ドイツ連邦共和国ニーダーザクセン州のローテンブルク（ヴュンメ）郡に属す町村（以下、本項では便宜上「町」と記述する）で、ザムトゲマインデ・タルムシュテットを構成する町村の一つである。

## 歴史
ヘプシュテットは、皇帝ハインリヒ2世がボーデンヴェルダーのコムナーデ修道院に対して「Hepstidi」を所領として確認した1004年の文書が初出である。

## 行政

### 姉妹都市
ヘプシュテットはEU加盟27カ国から2010年時点26町村で形成している Chart of European Rural Communities（ヨーロッパの田舎町憲章）の一員に1988年からなっている。

## 経済と社会資本

### 交通
ラーデからタルムシュテットへ向かう郡道L114号線と、この町から東に向かいキルヒティムケとの間を結ぶ郡道113号線がヘプシュタットの町内を走っている。また、小さな駅もあるが、ヴィルシュテットからツェーフェンへの気動車が運行しているだけである。

## 引用
1. ↑  Landesamt für Statistik Niedersachsen, LSN-Online Regionaldatenbank, Tabelle A100001G: Fortschreibung des Bevölkerungsstandes, Stand 31. Dezember 2023
2. ↑  Chart of European Rural Communities